# Аширов, Ахат Сенорович
Аха́т Сено́рович Аши́ров (род. 8 мая 1970, Павлодар) — мастер спорта Республики Казахстан международного класса по дзюдо (1997), мастер спорта СССР по дзюдо (1988).

## Спортивные достижения
- В 1988 бронзовый призёр Кубка СССР, первенства СССР, среди юношей и первенства СССР среди молодёжи.
- Мастер спорта СССР по дзюдо (1988), включён в состав молодёжной сборной СССР.
- 1989 — молодёжные игры СССР г. Донецк — 3 место,
- 1990 — международный турнир г. Алматы — 2 место,
- 1991 — Кубок КазССР г.Алматы — 1 место, чемпионат Казахстана — 3 место,
- 1992 — Кубок федерации РК г. Степногорск — 1 место,
- 1995 — Чемпионат РК г. Павлодар — 3 место, международный турнир в Германии — 7 место, Алматы — 2 место, Чемпионат Азии в Индии — 3 место.
- 1996 принимал участие в ряде международных турниров — Япония, Венгрия, Алматы — 1 место, Индии, Германии, Франции, Италии, бронзовый призёр чемпионата Азии в 1985 и серебряный призёр (1996), участник Олимпийских Игр в Атланте (США, 1996)[1].